# 五凤街道
五凤街道是中国福建省福州市鼓楼区下辖的一个街道，东至外福铁路，南至福飞路南端，西至梅峰路与北环西路交汇处，北至外福铁路与闽侯县交界，是鼓楼区面积最大的街道。

## 行政区划
五凤街道共辖11个社区：
屏西社区、天元社区、广夏社区、白龙社区、龙泉社区、永恒社区、兰庭社区、左海社区、铜盘社区、湖前社区和凤仪社区。
1. ↑  . 中华人民共和国国家统计局. 2023 （中文（中国大陆））.[]